# Lijst van spelers van MyPa-47
Deze lijst omvat voetballers die bij de Finse voetbalclub MyPa-47 Anjalankoski spelen of gespeeld hebben. De namen van de spelers zijn alfabetisch gerangschikt.

## A
- Adriano
- Ady
- Kuami Agboh
- Tuomas Aho
- Ilari Äijälä
- John Allen
- Kim Alonen
- Toni Andersson
- Luiz Antônio
- Sasha Anttilainen

## B
- Felipe Benevides
- Ryan Botha

## C
- Cleiton

## D
- Stefan De Las
- Mate Dujilo

## E
- Tom Enberg

## F
- Mohamed Fofana
- Vinicius Frasson

## G
- Leilei Gao
- Niclas Grönholm

## H
- Tuomas Haapala
- Markus Heikkinen
- Niki Helenius
- Mika Hernesniemi
- Konsta Hietanen
- Kasperi Hirvonen
- Toni Huttunen
- Janne Hyökyvaara
- Sami Hyypiä
- Mikko Hyyrynen

## I
- Ville Iiskola
- Elias Inkilä
- Mikko Innanen

## J
- Petri Jakonen
- Jasse Jalonen
- Mika Johansson
- Iikka Juura

## K
- Petteri Kaijasilta
- Eetu Kaipio
- Aleksei Kangaskolkka
- Juuso Kangaskorpi
- Tuomas Kansikas
- Tero Karhu
- Tommi Kautonen
- Otto Kejonen
- Mauri Keskitalo
- Aapo Kiljunen
- Veijo Kilpeläinen
- Niklas Kivinen
- Pele Koljonen
- Joonas Kolkka
- Tuomo Könönen
- Janne Korhonen
- Antti Koskinen
- Jarkko Koskinen
- Jukka Koskinen
- Antti Kuismala
- Toni Kuivasto
- Niko Kukka
- Tuomas Kuparinen
- Einari Kurittu

## L
- Saku Laaksonen
- Antti Lappalainen
- Isidro Leguizamon
- Janne Lehtinen
- Janne Lindberg
- Toni Lindberg
- Jukka Lindström
- Jari Litmanen
- Jani Luukkonen

## M
- Sami Mahlio
- Tero Mäkäläinen
- Ilkka Mäkelä
- Janne Mäkelä
- Mikko Mäkelä
- Marco Manso
- Vasile Marchis
- Hugo Miranda
- Istvan Mitring
- David Moore
- Eetu Muinonen
- Miikka Multaharju
- Nebi Mustafi

## N
- Niko Nakari
- Tarmo Neemelo
- Jake Nicholson
- Rami Nieminen
- Jussi Nuorela
- Juho Nykänen

## O
- Riley O'Neill
- Antti Okkonen
- Ville Oksanen
- Kudus Oyenuga

## P
- Esa Pekonen
- Eero Peltonen
- Jussi Perttula
- Antti Pohja
- Saku Puhakainen
- Heikki Pulkkinen

## R
- Petru Racu
- Marko Rajamäki
- David Ramadingaye
- Roope Rautiainen
- Tosaint Ricketts
- Anders Roth
- Jukka Ruhanen

## S
- Kevin Sawchak
- Ville Saxman
- Fidan Seferi
- Hassan Sesay
- Pyry Soiri

## T
- Tero Taipale
- Jani Tanska
- Niklas Tarvajärvi
- Kimmo Tauriainen
- Tadeu Terra
- Petri Tiainen
- Sampsa Timoska
- Panu Toivonen
- Francisco Torres
- Jani Tuomala
- Jarno Tuunainen

## U
- Antti Uimaniemi

## V
- Sami Väisänen
- Simo Valakari
- Jarno Venäläinen
- Tommi Vesala
- Mika Viljanen
- Tomi Visuri
- Denis Volodin
- Maksim Votinov
- Vesa Vuorinen

## W
- Adrian Webster
- Ben Webster

## X
- Ymer Xhaferi